# Låda (maträtt)

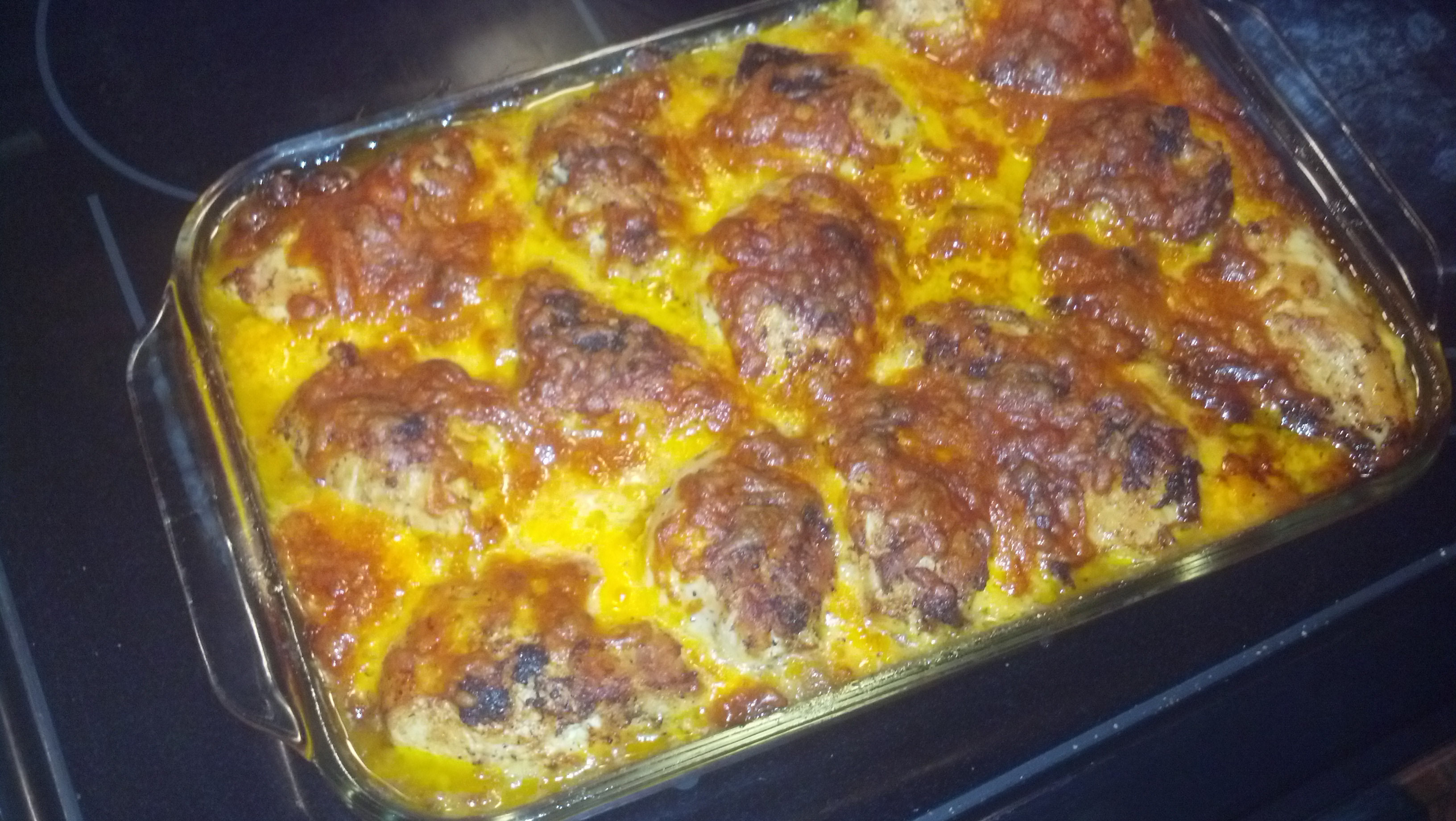
Kycklinglåda.

Låda är en typ av maträtt, ofta gratäng, tillagad i en lådliknande form. Varianter inkluderar makaroni- och sillåda. Traditionella lådor som böcklinglåda, leverlåda och skomakarlåda förekommer bland annat i finsk och svensk husmanskost.

## Finska lådor
I Finland finns en stor variation av så kallade lådor. Gemensamt för dessa lådor är att de gräddas i ugnen i en låda (ugnsform). Exempel på lådor är leverlåda, morotslåda, potatislåda och kålrotslåda. Dessa lådor finns ofta på finländska julbord.